# Aloe buhrii
Aloe buhrii (укр. Алое Бура, Алое бухрі) — сукулентна рослина роду алое.

## Назва
Видова назва дана на честь Еліаса А. Бура (англ. Elias A. Buhr), фермера з (Ньювудтвіля), Південно-Африканська Республіка, який уперше зібрав цей вид..

## Історія

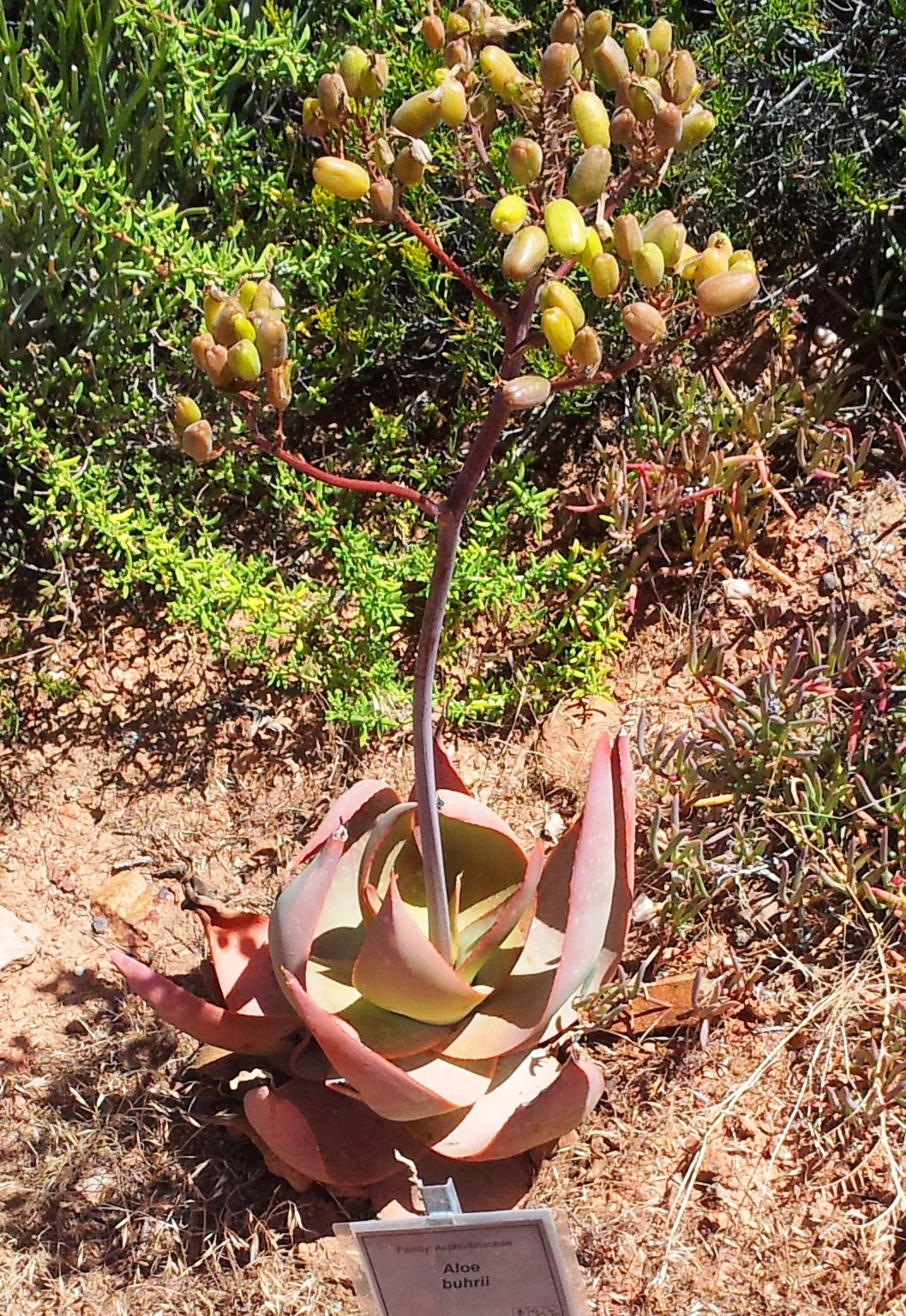
Aloe buhrii з насінневими коробочками в Національному ботанічному саду «Пустеля Кару» — Вустер, ПАР

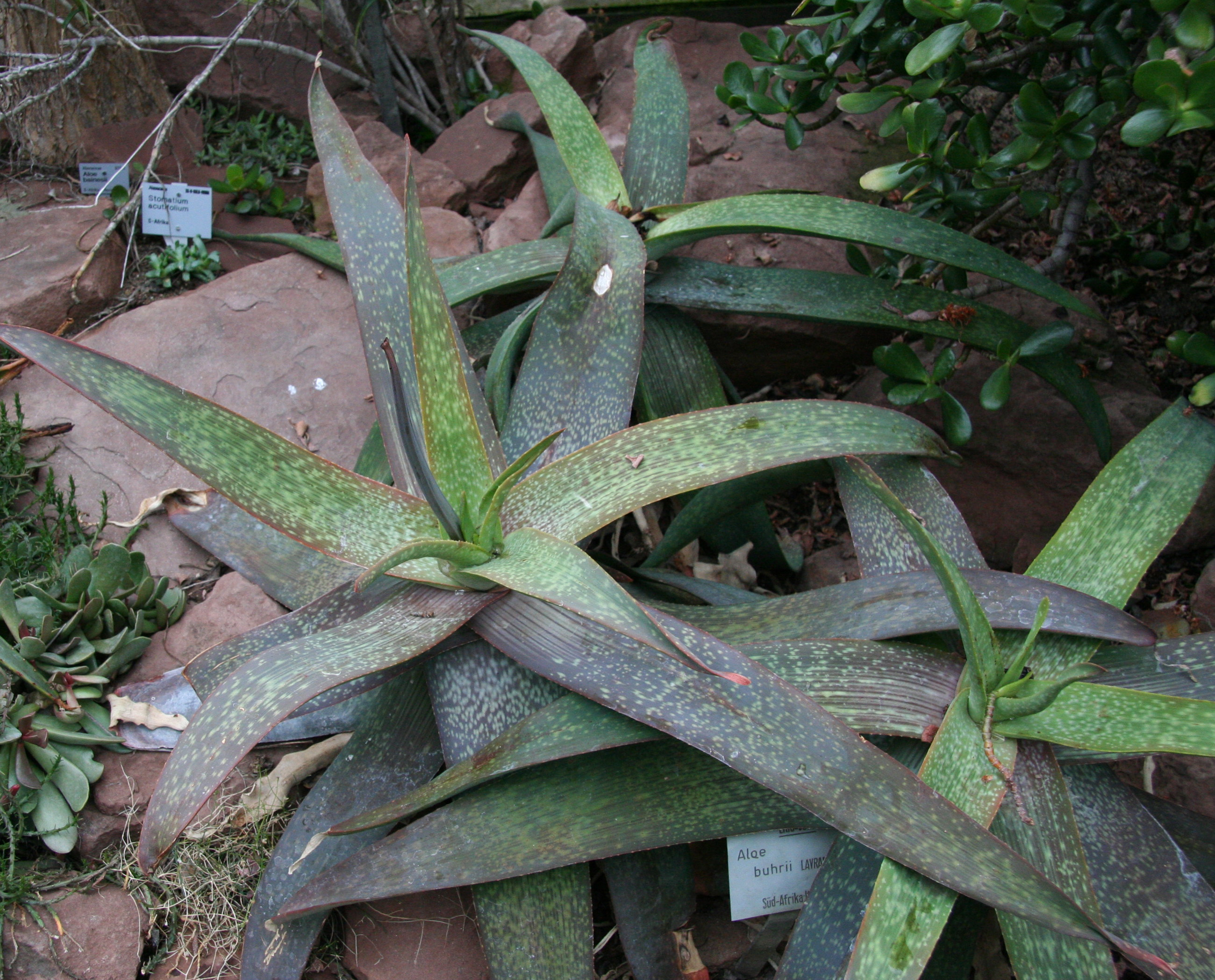
Листя Aloe buhrii

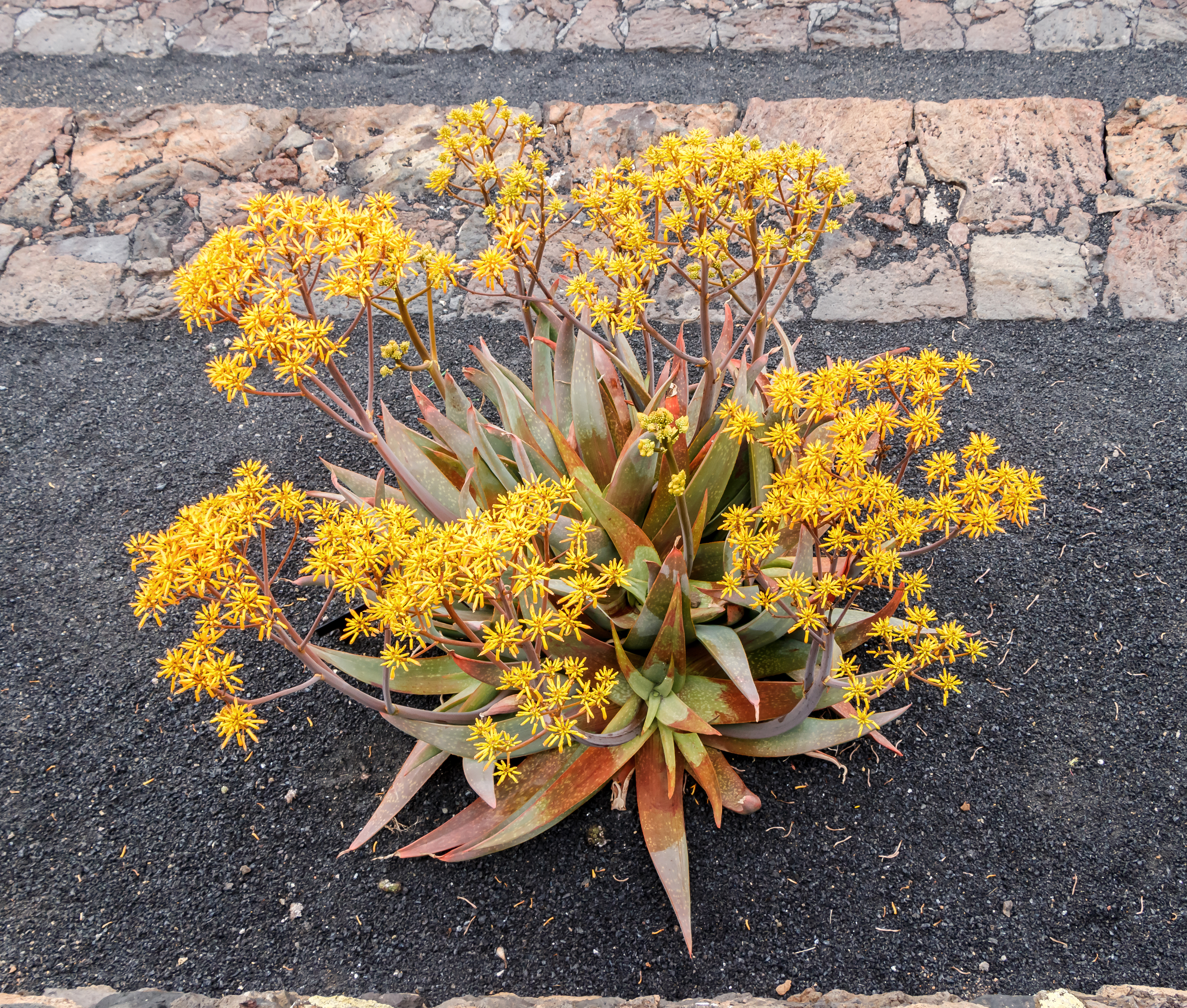
Aloe buhrii в «Саду кактусів», Гуатіза, провінція Лас-Пальмас, Канарські острови

Вперше описаний південноафйриканським ботаніком грецького походження Джоном Якобом Лавраносом у 1971 році в журналі «Journal of South African Botany» (укр. «Журнал південноафриканської ботаніки»).

## Морфологічні ознаки
Стебла до 300 мм заввишки, старі рослини утворюють кілька великих, малорослих голів. Листя до 400 мм завдовжки, 40-90 мм завширшки, гладкі, мають тонкі лінії, паралельні осі листка, з віком вони стають пухкими з білими плямами, а лінії зникають. Листя має широкі червоні краї, які можуть бути гладкими або дрібно зубчастими. Суцвіття до 600 мм заввишки, складне, утворює до п'ятнадцяти китиць. Квітки 16-25 мм, оранжево-червоні і дуже рідко жовто-коричневі, бутони спрямлені нагору і після цвітіння опускаються. Цвітіння відбувається з серпня по жовтень.

## Місця зростання
Aloe buhrii — ендемічна рослина Південно-Африканської Республіки. Ареал розташований в Північно-Капській провінції. Основні місця зростання — скреб в горах Камісберг, сланцеві ґрунти Кнерсвлакте. Росте на висоті 1000—1500 м над рівнем моря в районі з м'якою зимою і жарким літом.

## Охоронні заходи
Вид включений до додатку II конвенції про міжнародну торгівлю видами дикої фауни і флори, що перебувають під загрозою зникнення (CITES).
Включений до Червоного списку південноафриканських рослин (англ. Red List of South African Plants). Має статус «вразливий» через деградацію середовища і збір.
Область поширення (ЕОО) обмежена, становить менше 100 км². Відомий з менше ніж п'яти місць і хоча чисельність виду наразі не знижується, потенційно перебуває під загрозою через зміни у власності на землю та збір в садівничих цілях.
Не зафіксований в жодній природоохоронній території, але місцевий землевласник є консервативним і має намір захищати субпопуляції на своїй території.

## Культивування
Вирощують Aloe buhrii у напівтіні до повного сонця. Вид є посухостійким, потрібно обережно поливати. Потрібен захист від замерзання. Aloe buhrii важко культивувати, оскільки воно віддає перевагу зимовим опадам, в період літніх опадів воно схильне до утворення плям та чорного й іржавого листя.